# VM i skak 1908
VM i skak 1908 var en match mellem den regerende mester, Emanuel Lasker fra Tyskland, og udfordreren, hans landsmand Siegbert Tarrasch. Matcen blev afviklet i byerne Düsseldorf og München i Tyskland i perioden 17. august – 30. september 1908. Vinderen af matchen var den, der nåede otte gevinster først, remis talte ikke. Lasker forsvarede titlen ved at vinde 8 – 3 (5 remis).

## Baggrund for matchen
Da Lasker i starten af 1890'erne var på vej frem havde han udfordret Tarrasch til en match, men denne havde afslået. I stedet havde Lasker udfordret Steinitz og fået en match i stand, som han havde vundet. Lasker og Tarrasch var ikke på talefod i flere år, efter Tarrasch's afvisning. Lasker var stadig vred over denne behandling, og Tarrasch, der som læge havde råd til at spille for sin fornøjelses skyld, kunne på sin side ikke acceptere Laskers høje økonomiske krav ved de arrangementer, han stillede op i.
Før matchen forsøgte man at få en forsoning i stand, men det mislykkedes. Tarrasch nægtede at give hånd, afleverede et stift, kort buk og sagde: "Til Dem, Herr Lasker, har jeg kun tre ord: Skak og mat!".

## Matchregler
Reglerne var de samme som ved flere forudgående VM-matcher: Først til otte sejre, remis tæller ikke.

## Styrkeforholdet inden matchen
Lasker havde – med pauser, hvor han plejede sin karriere som matematiker – været dominerende i verdensskakken og siddet på verdensmestertitlen, siden han erobrede den i 1894. Han var dog først i 1907 begyndt at spille titelmatcher igen efter en pause siden revanchematchen mod Steinitz i 1896.
Tarrasch blev i starten af 1890'erne efter flere flotte turneringssejre anset for Steinitz' naturlige aftager, men så havde Lasker overhalet ham indenom og pga. deres dårlige indbyrdes forhold, havde han aldrig fået chancen før denne match, hvor han med sine 46 år var ovre sin bedste tid. Han havde dog vundet en stærk turnering i Oostende i 1907, og i 1905 havde han vist, at han kunne spille matcher, da han slog den stærke amerikaner Frank Marshall med 8 – 1 (otte remis).
Frank Marshall var også Laskers modstander i titelmatchen i 1907, hvor den regerende verdensmester havde vundet med 8 – 0 (7 remis).

## Matchresultat
| VM matchen Lasker-Tarrasch, 1908 | VM matchen Lasker-Tarrasch, 1908 | VM matchen Lasker-Tarrasch, 1908 | VM matchen Lasker-Tarrasch, 1908 | VM matchen Lasker-Tarrasch, 1908 | VM matchen Lasker-Tarrasch, 1908 | VM matchen Lasker-Tarrasch, 1908 |
| Parti                            | Dato (1908)                      | Hvid                             | Sort                             | Resultat                         | I alt Lasker                     | I alt Tarrasch                   |
| -------------------------------- | -------------------------------- | -------------------------------- | -------------------------------- | -------------------------------- | -------------------------------- | -------------------------------- |
| 1                                | 17. august                       | Lasker                           | Tarrasch                         | 1 – 0                            | 1                                | 0                                |
| 2                                | 19. august                       | Tarrasch                         | Lasker                           | 0 - 1                            | 2                                | 0                                |
| 3                                | 22. august                       | Lasker                           | Tarrasch                         | 0 - 1                            | 2                                | 1                                |
| 4                                | 24. august                       | Tarrasch                         | Lasker                           | 0 - 1                            | 3                                | 1                                |
| 5                                | 1. september                     | Lasker                           | Tarrasch                         | 1 - 0                            | 4                                | 1                                |
| 6                                | 2. september                     | Tarrasch                         | Lasker                           | ½ – ½                            | 4                                | 1                                |
| 7                                | 5. september                     | Lasker                           | Tarrasch                         | 1 - 0                            | 5                                | 1                                |
| 8                                | 9. september                     | Tarrasch                         | Lasker                           | ½ – ½                            | 5                                | 1                                |
| 9                                | 11. september                    | Lasker                           | Tarrasch                         | ½ – ½                            | 5                                | 1                                |
| 10                               | 14. september                    | Tarrasch                         | Lasker                           | 1 - 0                            | 5                                | 2                                |
| 11                               | 15. september                    | Lasker                           | Tarrasch                         | 1 - 0                            | 6                                | 2                                |
| 12                               | 16. september                    | Tarrasch                         | Lasker                           | 1 - 0                            | 6                                | 3                                |
| 13                               | 23. september                    | Lasker                           | Tarrasch                         | 1 - 0                            | 7                                | 3                                |
| 14                               | 24. september                    | Tarrasch                         | Lasker                           | ½ – ½                            | 7                                | 3                                |
| 15                               | 28. september                    | Lasker                           | Tarrasch                         | ½ – ½                            | 7                                | 3                                |
| 16                               | 30. september                    | Tarrasch                         | Lasker                           | 0 - 1                            | 8                                | 3                                |